# 和歌山県道140号善明寺北島線
和歌山県道140号善明寺北島線（わかやまけんどう140ごう ぜんみょうじきたじません）は、和歌山県和歌山市を通る一般県道である。

## 概要
和歌山市善明寺から和歌山市北島に至る。

### 路線データ
- 起点：和歌山県和歌山市善明寺（鳴滝交差点、和歌山県道7号粉河加太線交点）
- 終点：和歌山県和歌山市北島（北島橋北詰交差点、和歌山県道15号新和歌浦梅原線交点、和歌山県道148号和歌山港北島線終点）
- 実延長：3.411 km

## 地理

### 通過する自治体
- 和歌山市

### 交差する道路
| 交差する道路                                               | 交差する場所 | 交差する場所            |
| ---------------------------------------------------------- | ------------ | ----------------------- |
| 和歌山県道7号粉河加太線                                    | 善明寺       | 鳴滝交差点 / 起点       |
| 和歌山県道139号小豆島船所線                                | 船所         |                         |
| 国道26号 / 和歌山北バイパス                                | 粟           | 粟ランプ                |
| 和歌山県道15号新和歌浦梅原線 和歌山県道148号和歌山港北島線 | 北島         | 北島橋北詰交差点 / 終点 |

### 交差する鉄道
- 南海加太線

### 沿線
- 紀の川